# Stabilimenti Farina

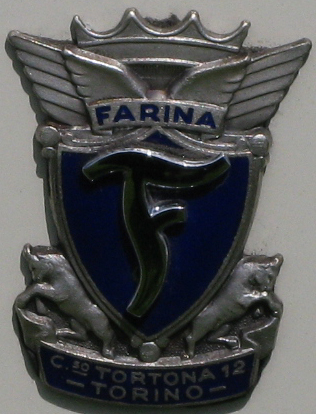
Logo van Stabilimenti Farina

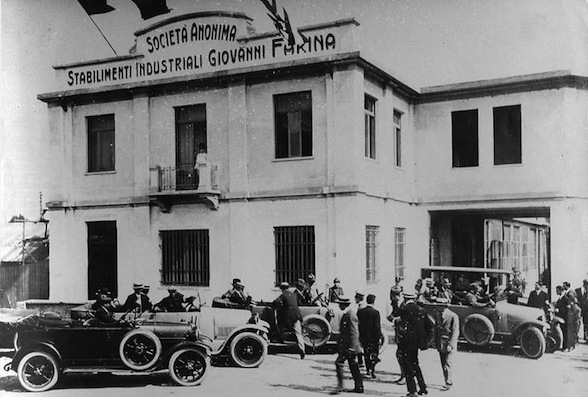
Fabrieksgebouw in Turijn

Stabilimenti Industriale Farina was een Italiaans bedrijf dat in de eerste helft van de 20e eeuw autocarrosserieën ontwierp en produceerde voor diverse, voornamelijk Italiaanse automerken. In het interbellum was Farina in Italië een van de belangrijkste bedrijven in zijn sector.

## Geschiedenis
Stabilimenti Farina werd opgericht door Giovanni Carlo Farina in Turijn. Hij was de oudere broer van Battista "Pinin" Farina en vader van de latere Formule 1-wereldkampioen Nino Farina.

### Voor de Eerste Wereldoorlog
Giovanni Farina leerde het vak van wagenmaker aan het eind van de 19e eeuw in Turijn. In 1906 (volgens sommige bronnen in 1911) richtte hij zijn eigen bedrijf Stabilimenti Farina op. Aanvankelijk bouwde Farina koetswagens. De eerste autocarrosserieën werden al in 1907 gemaakt voor chassis van populaire merken als De Dion-Bouton, Diatto, Itala, Lancia, Peugeot en SCAT. Nog voor het uitbreken van de Eerste Wereldoorlog was er al een bijzondere relatie met Fiat, gebaseerd op de vriendschap tussen Giovanni Farina en Fiat-oprichter Giovanni Agnelli. Farina werd designconsultant van Fiat en ontwierp voor hen enkele carrosserieën, die deels door Farina zelf en deels door andere carrosseriefabrikanten werden gebouwd. Tijdens de Eerste Wereldoorlog produceerde Farina vliegtuigonderdelen voor onder andere de Duitse fabrikant Aviatik.

### Interbellum
Na het einde van de oorlog hervatte Farina de productie van carrosserieën. In de jaren twintig bouwde het bedrijf een aantal gestandaardiseerde carrosserieën die niet meer puur handmatig maar ook deels geautomatiseerd vervaardigd werden. Hierdoor werd Farina tijdelijk de grootste carrosseriebouwer van Italië. Tegelijkertijd ging het bedrijf door met het bouwen van individuele luxe carrosserieën voor chassis uit de topklasse. Ondanks de moeilijke ecomonische situatie aan het begin van de jaren dertig slaagde Farina erin om uit te breiden naar markten buiten Italië. Farina produceerde nu ook carrosserieën voor Mercedes-Benz en Rolls-Royce.
In het interbellum werden de ontwerpen van Farina beschouwd als technisch en stilistisch innovatief. In de jaren twintig was Felice Mario Boano verantwoordelijk voor het ontwerp. Sommige ontwerpen kwamen ook van Battista "Pinin" Farina, die samen met zijn oudere broer Giovanni werd opgeleid. Nadat Boano in 1930 het bedrijf verlaten had om samen met Battista Farina het rivaliserende bedrijf Pininfarina op te richten, werd Pietro Frua het nieuwe hoofd van de ontwerpafdeling. Andere bekende werknemers uit die periode waren Giovanni Michelotti en Alfredo Vignale, die na de Tweede Wereldoorlog beiden succesvolle onafhankelijke ontwerpers werden. Na het vertrek van Frua in 1937 bepaalde Mario Revelli di Beaumont tijdelijk het ontwerp van Farina, dat destijds nadrukkelijk aerodynamische lijnen vertoonde.
Tijdens de Tweede Wereldoorlog bouwde Farina voornamelijk vliegtuigmotoren in opdracht van de overheid. Op dat moment trok Giovanni Farina zich terug uit het management van het bedrijf. De dagelijkse leiding werd overgenomen door zijn zonen Nino en Attilio. In de oorlog werden de fabrieken van Farina zwaar beschadigd door bombardementen.

### Achteruitgang na de Tweede Wereldoorlog
Na het einde van de oorlog bouwde Farina eerst een paar speciale series op basis van de Lancia Aprilia en de Fiat 1100, waarvan de ontwerpen teruggingen naar Michelotti en Vignale. Begin jaren vijftig slaagde het bedrijf er echter niet meer in om vaste voet aan de grond te krijgen. Farina leverde aanvankelijk nog wel carrosserieën voor de eerste personenwagens van Ferrari, waaronder drie coupé- en cabrio-exemplaren van  de Ferrari 166 Inter op basis van een ontwerp van Giovanni Michelotti. Farina hoopte tevergeefs op regelmatige bestellingen van Ferrari, maar in 1952 ging Ferrari in zee met Pininfarina voor een langdurige, bijna exclusieve samenwerking. In 1953 voerde Farina nog enkele opdrachten uit voor Cisitalia en Siata, maar ook dat leidde niet tot een duurzame samenwerking.
In 1953 werd de naam van het bedrijf na een herstructurering veranderd in SAIO (Società per Azioni Industriale Oropa), maar eind 1953 ging het bedrijf definitief failliet.

## Galerij

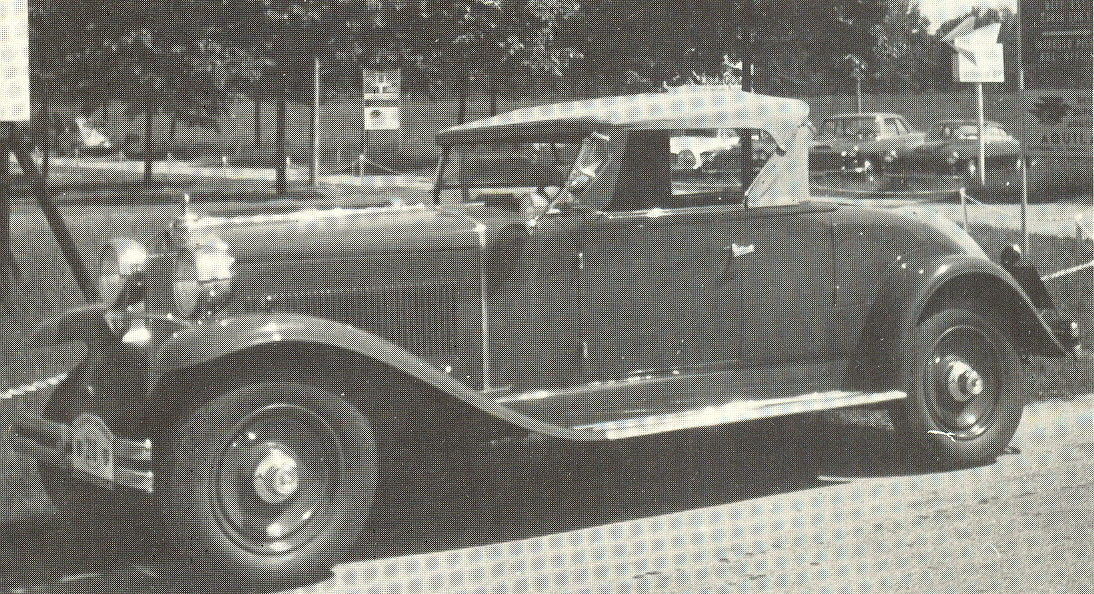
Fiat 525 N Spider (1929)
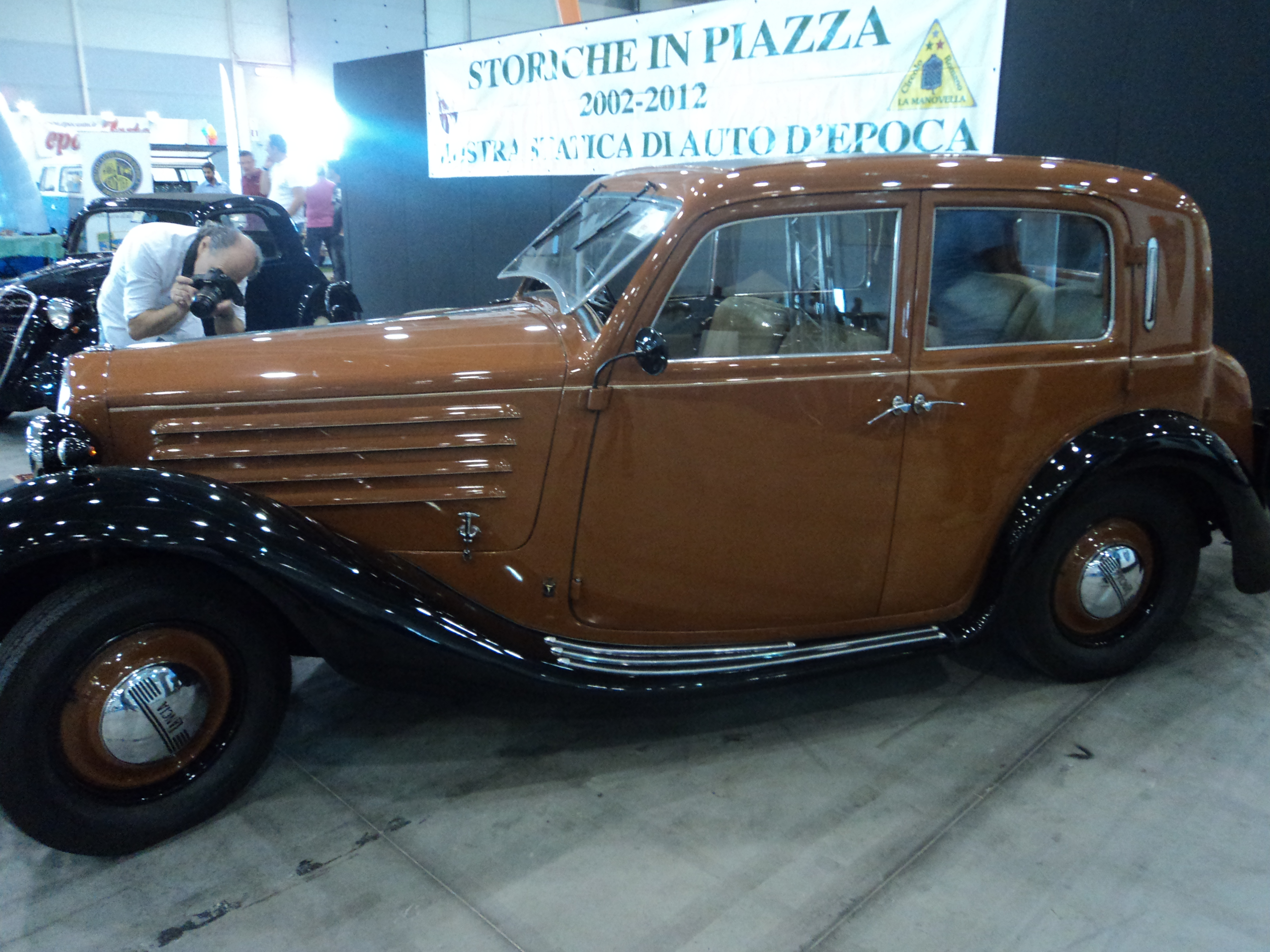
Lancia Augusta (1935)
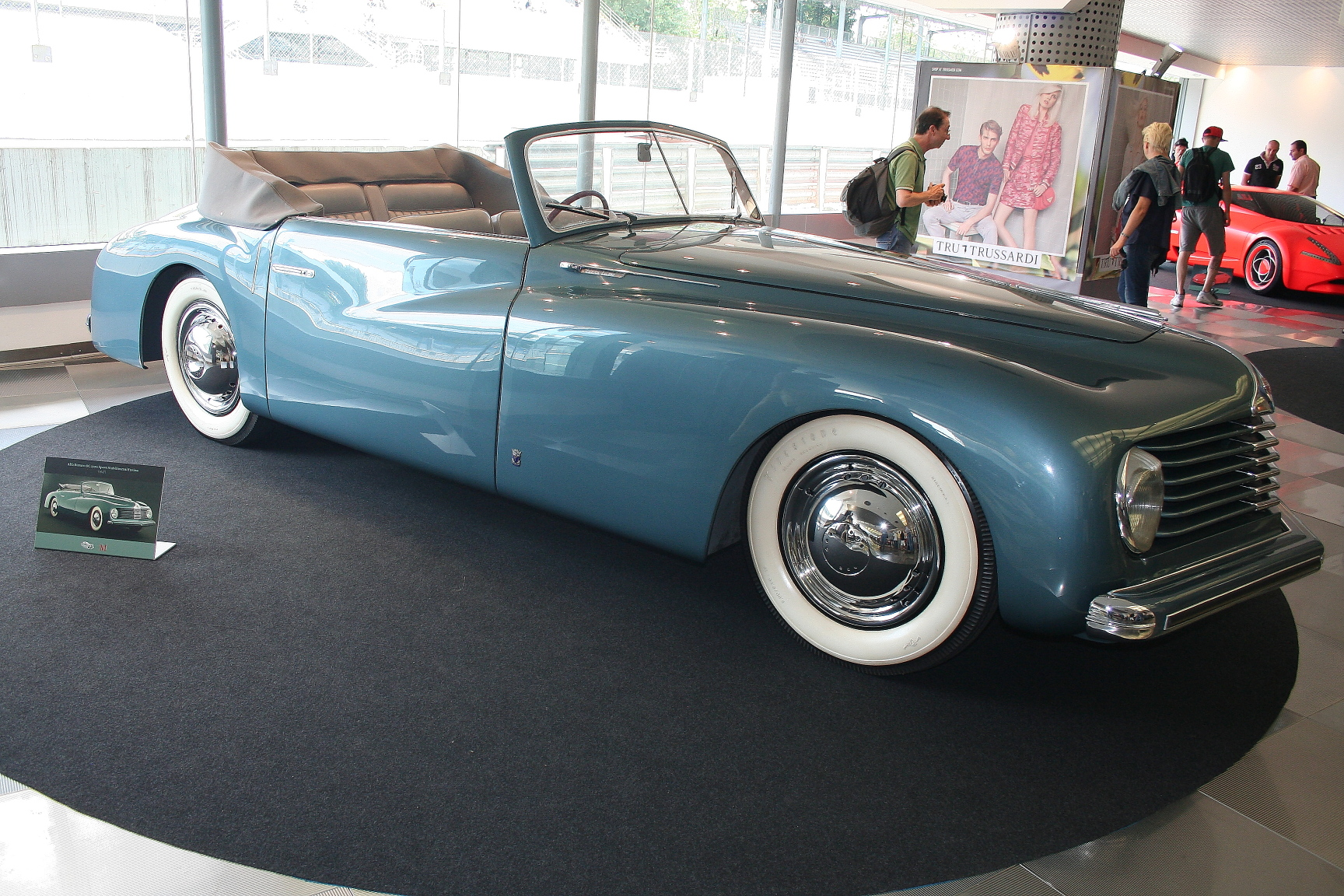
Alfa Romeo 6C 2500 Farina Cabriolet (1947, Michelotti-ontwerp)
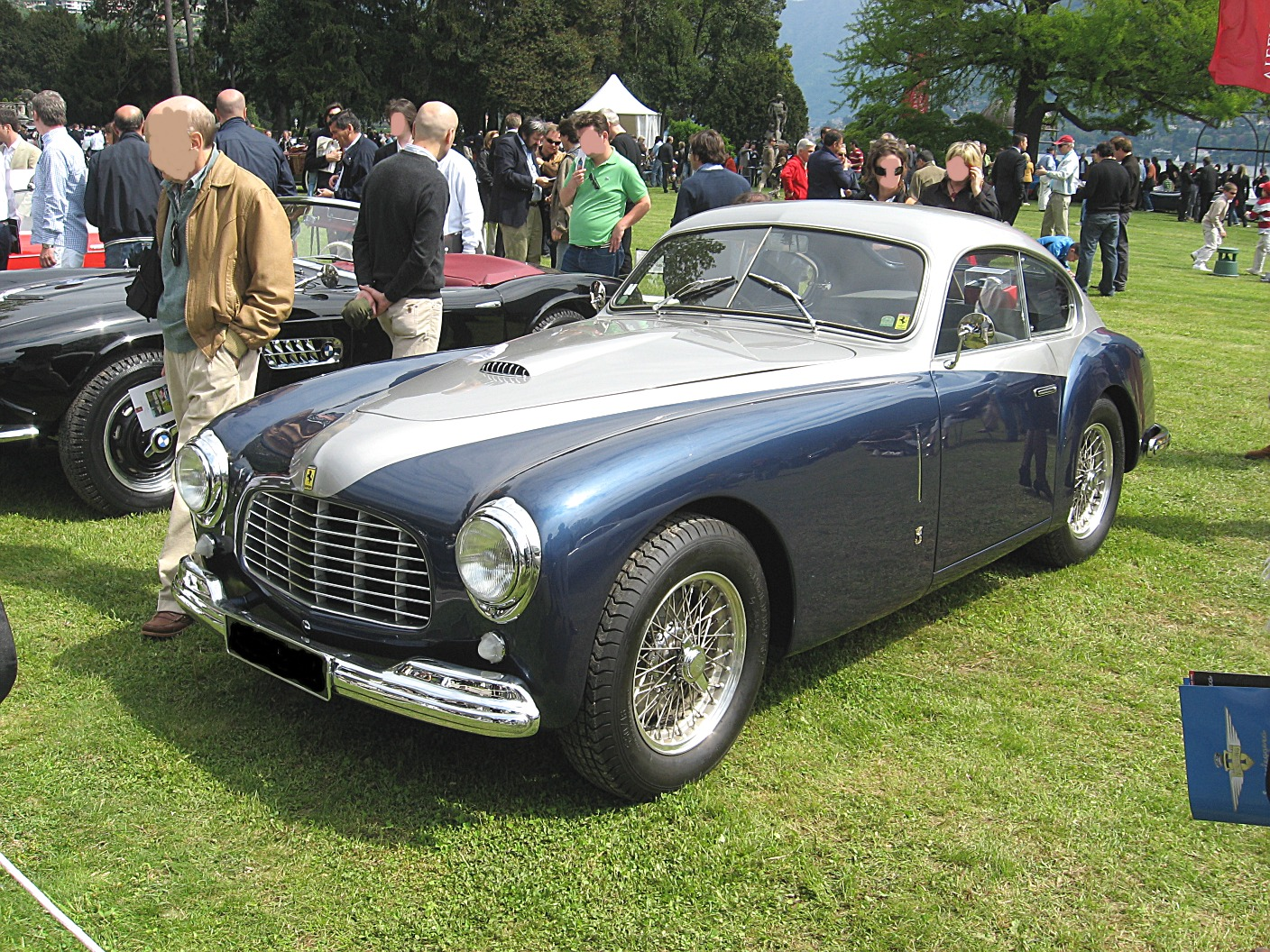
Ferrari 166 Inter (1949)
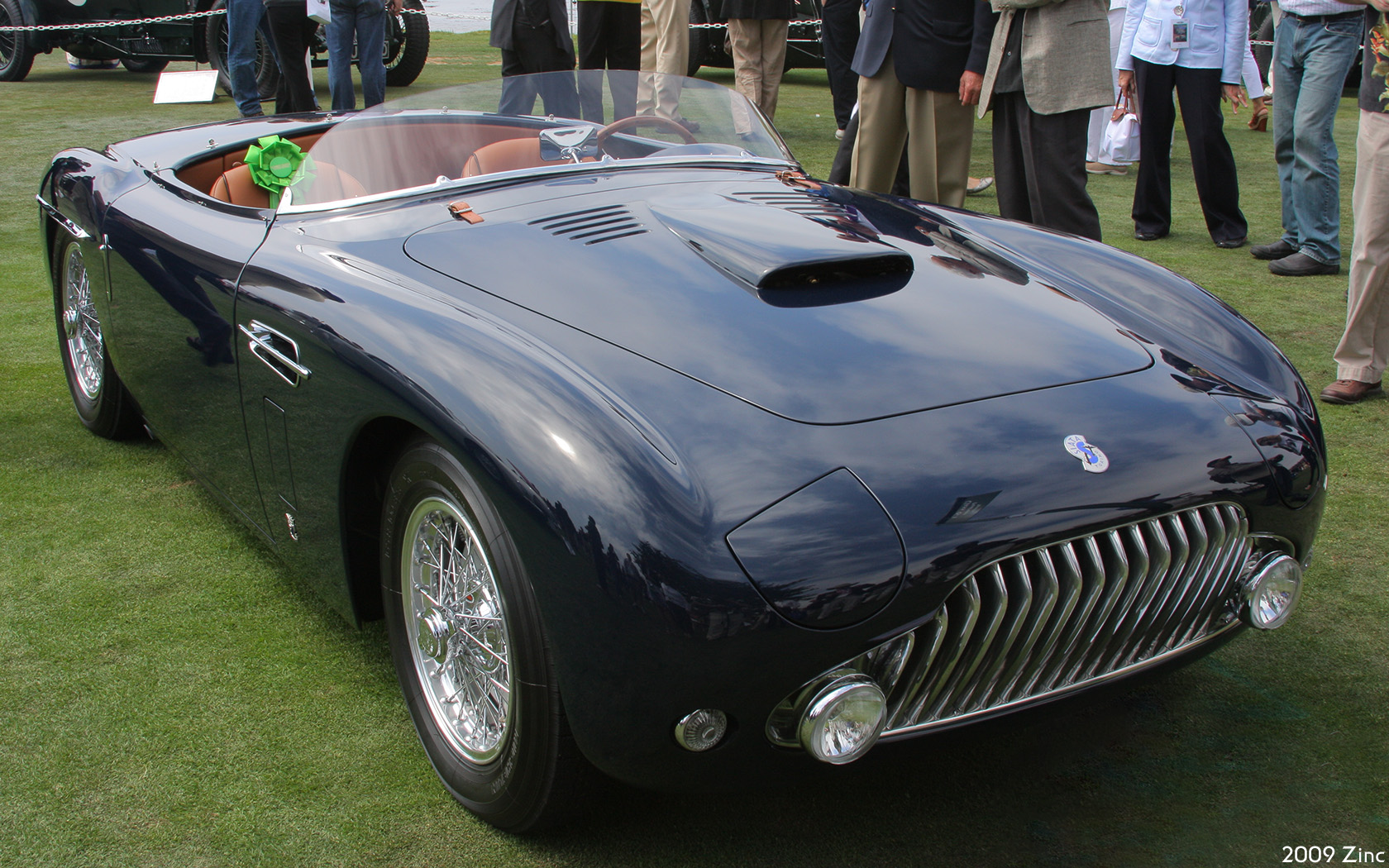
Siata 208SC (1953)